# اولکساندر چرنتسکی
اولکساندر استپانوویچ چرنتسکی (اوکراینی: Олександр Степанович Чернецький؛ زادهٔ ۱۷ فوریهٔ ۱۹۸۴) یک کشتی‌گیر اهل اوکراین است. از افتخارات وی می‌توان به کسب مدال برنز وزن ۱۳۰ کیلوگرم کشتی فرنگی در مسابقات قهرمانی کشتی جهان ۲۰۱۵ اشاره کرد.
وی در سال ۲۰۱۶ میلادی در المپیک ریو در وزن ۱۳۰ کیلو حاضر بود که در دور اول عبدالطیف محمد از مصر را شکست داد اما در دور بعد از یاکوبی گاجایا کشتی‌گیر گرجستانی شکست خورد و با توجه به حذف این کشتی‌گیر در دور بعد، از دور رقابت‌ها کنار رفت.